# Deportationsmahnmal Schlachthoframpe

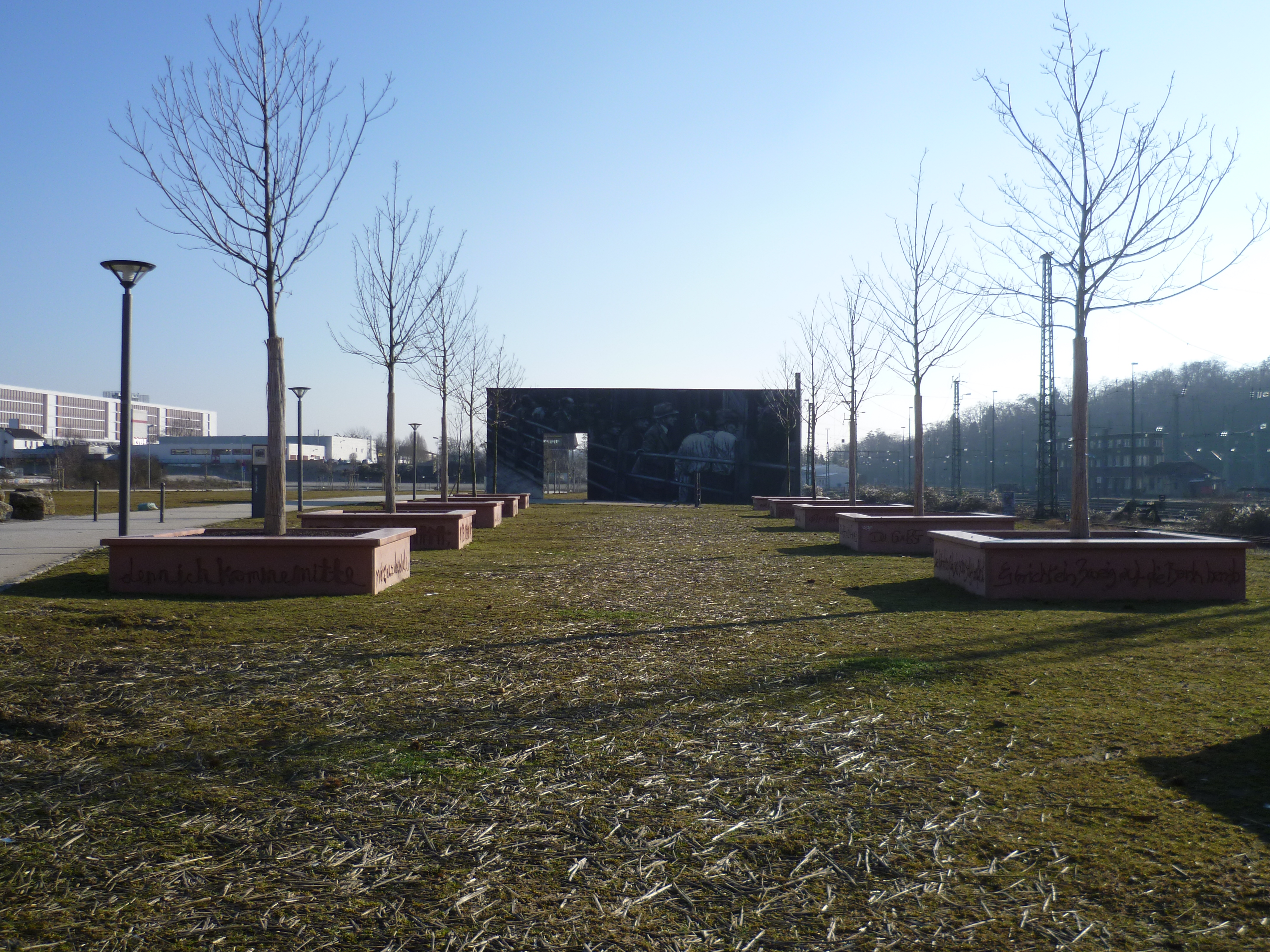
Das Deportationsmahnmal Schlachthoframpe von Norden gesehen

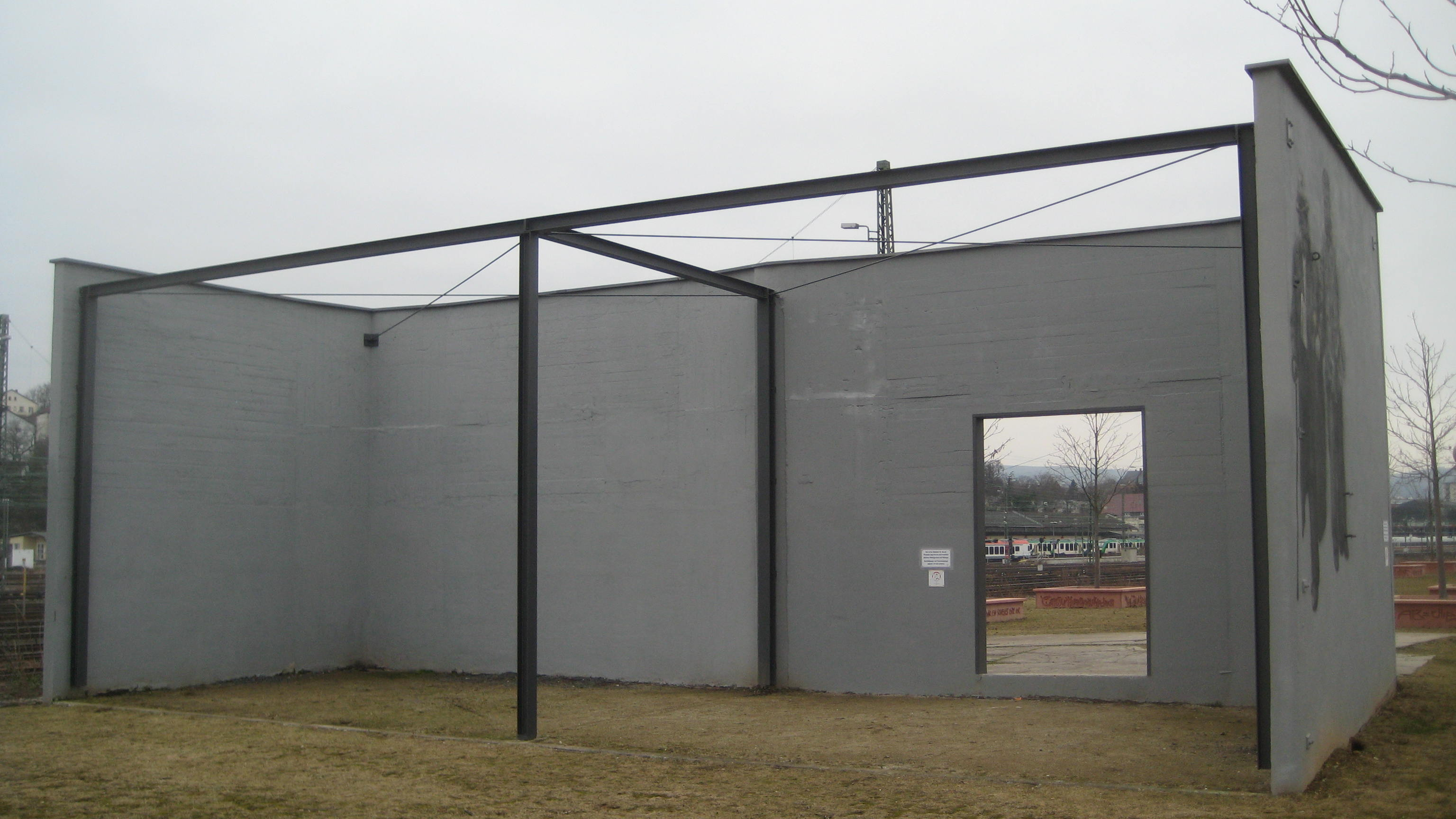
Mahnmal von Süden mit Durchblick auf die Bäume

Das Deportationsmahnmal Schlachthoframpe in der hessischen Landeshauptstadt Wiesbaden erinnert an die Deportationen jüdischer Bürger der Stadt während der Zeit des Nationalsozialismus. Es befindet sich an der ehemaligen Viehverladerampe des Schlachthofs, die seinerzeit für die Deportationen genutzt wurde. Es wird durch das Stadtarchiv Wiesbaden verwaltet.

## Hintergrund
Bereits kurz nach der „Machtergreifung“ der Nationalsozialisten im Frühjahr 1933 fielen die ersten jüdischen Bürger Wiesbadens Mordanschlägen zum Opfer. Die erste Abschiebung von neunzig Juden fand Ende Oktober 1938 nach Polen statt. Am 10. November 1938, während der Novemberpogrome, wurden die Wohnungen und Geschäfte jüdischer Bürger wie auch die Wiesbadener Synagogen niedergebrannt oder demoliert.
Während vor 1933 noch über 3000 Personen jüdischen Glaubens in Wiesbaden lebten, waren Anfang 1942 nur noch rund 1000 so genannte „Volljuden“ registriert. Am 23. Mai 1942 wurden 27 Juden deportiert. Am 10. Juni folgte eine zweite Deportation von weiteren rund 380 Personen. Die dritte Deportation 1942 fand am 1. September statt. Etwa 370 Personen wurden ins Ghetto Theresienstadt gebracht. In der Folgezeit wurden noch einige kleinere Deportationen durchgeführt, oftmals auch solche von Einzelnen. Rund hundert jüdische Menschen haben während jener Jahre in Wiesbaden keinen Ausweg mehr gesehen und Suizid begangen. Bei der Befreiung Wiesbadens im Frühjahr 1945 lebten in Wiesbaden noch etwa zwanzig Juden. Die Hälfte der über 3000 Menschen jüdischen Glaubens beziehungsweise jüdischer Herkunft, die vor 1933 einmal in Wiesbaden gelebt hatten, ist dem nationalsozialistischen Vernichtungsprogramm zum Opfer gefallen.
Auch die in Wiesbaden und Umgebung lebenden Sinti wurden am 8. März 1943 von der Schlachthoframpe aus deportiert. Sie mussten sich zuvor im jüdischen Gemeindezentrum bzw. der Synagoge registrieren lassen und wurden dann über die Bahnhofstraße zur Viehverladerampe getrieben.

## Das Mahnmal

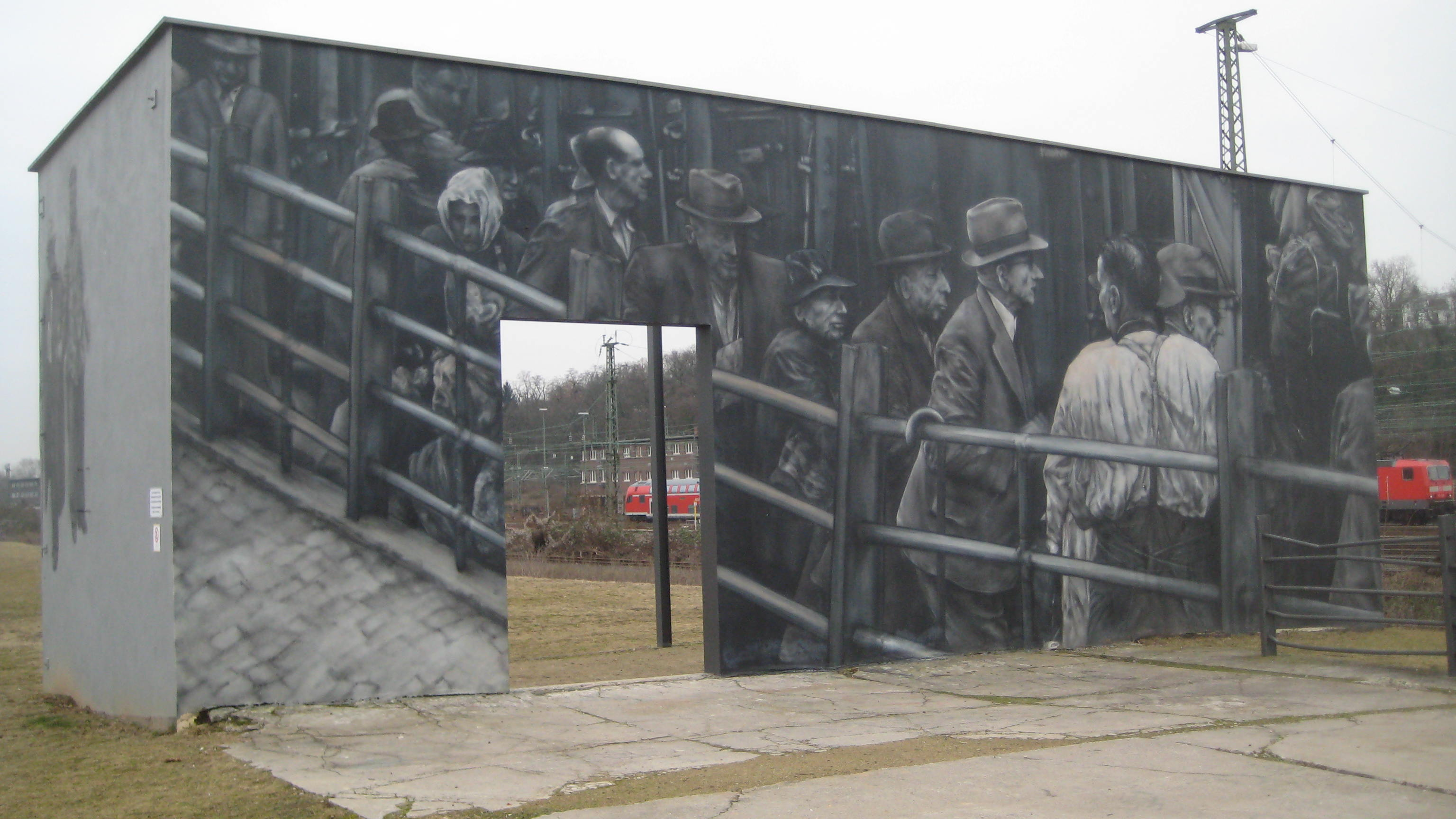
Mahnmal von Norden mit Foto von der Deportation

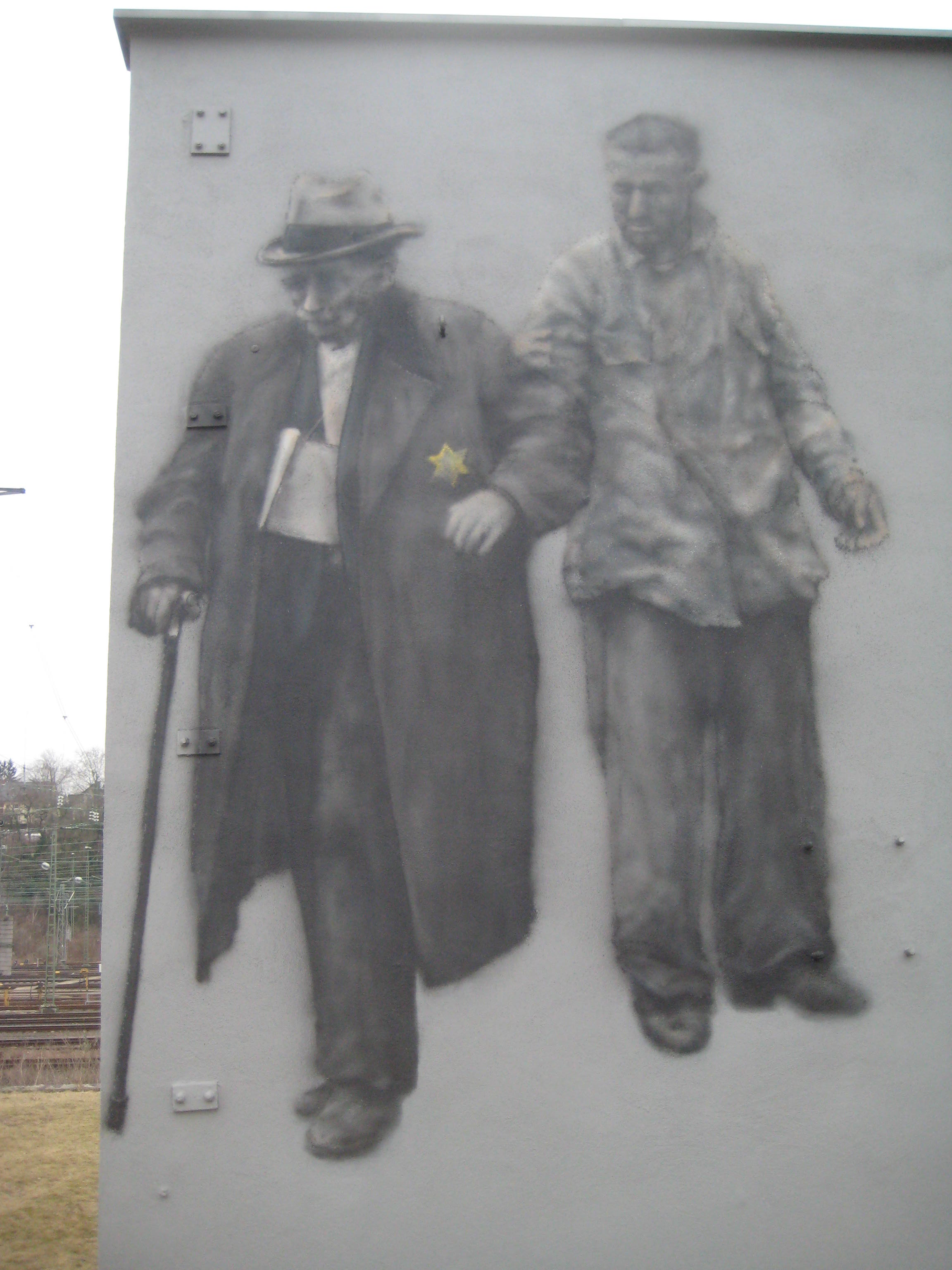
Foto auf der Westwand des Mahnmals

Das Mahnmal beruht auf einem Entwurf des Künstlers Vollrad Kutscher. Eine Kastanienallee führt auf die erhaltene Wand eines  abgerissenen Fabrikgebäudes der vormaligen Firma Fauth an der ehemaligen Viehverladerampe zu. Diese Wand trägt ein von dem Sprühkünstler Yorkar7 geschaffenes Bild, das eine Deportationsszene zeigt; als Vorlage diente eine Fotoaufnahme, die während der Deportationen entstanden war.
Die Pflanzschalen, in denen die Kastanien eingesetzt sind, zeigen in unterschiedlichsten Schriftzügen Textfragmente, die zumeist Briefen von Deportierten entnommen sind. Flankiert wird das Mahnmal von einer aufgestellten Informationsstele.

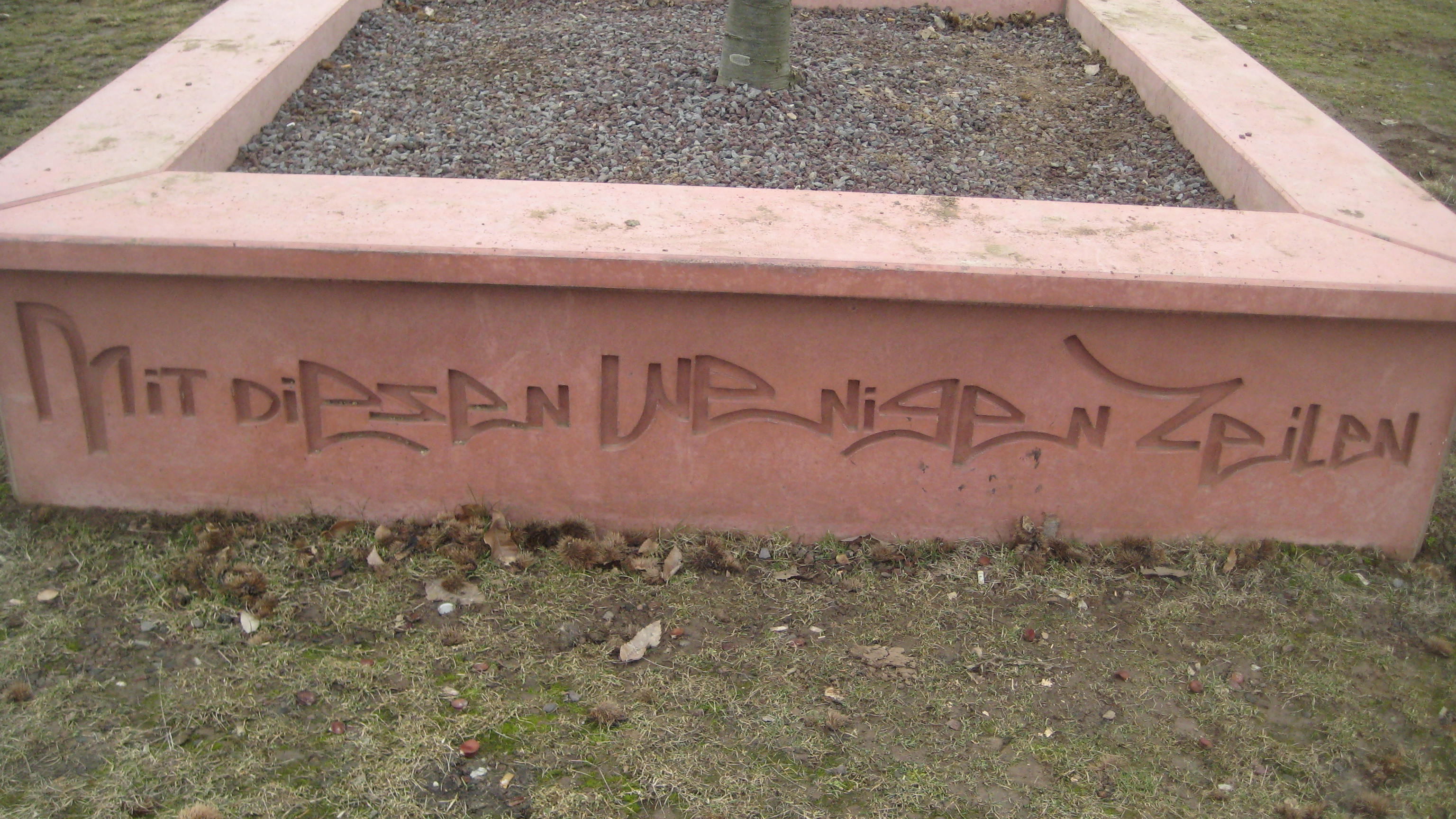
Mit diesen wenigen Zeilen
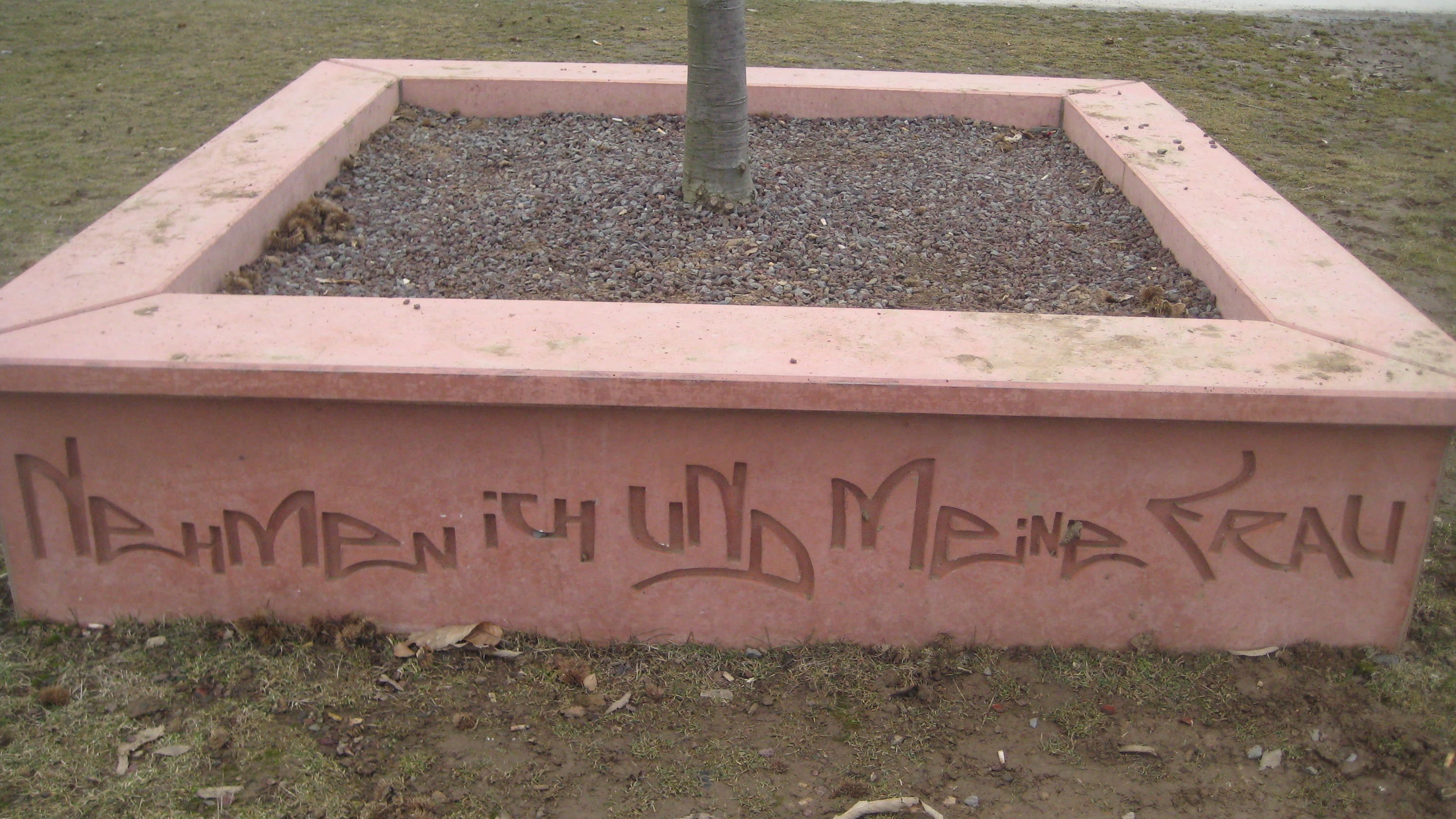
nehmen ich und meine Frau
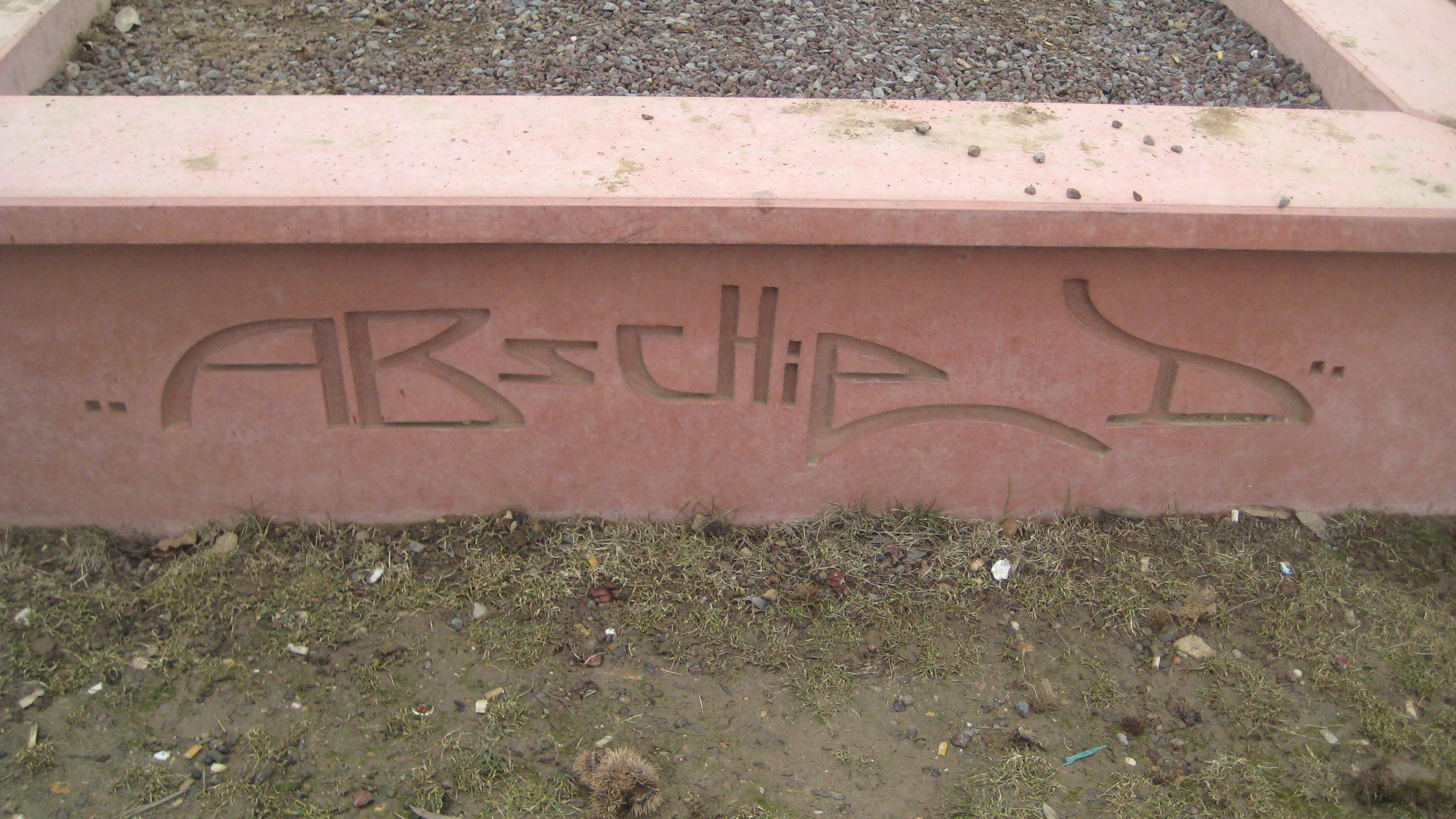
Abschied
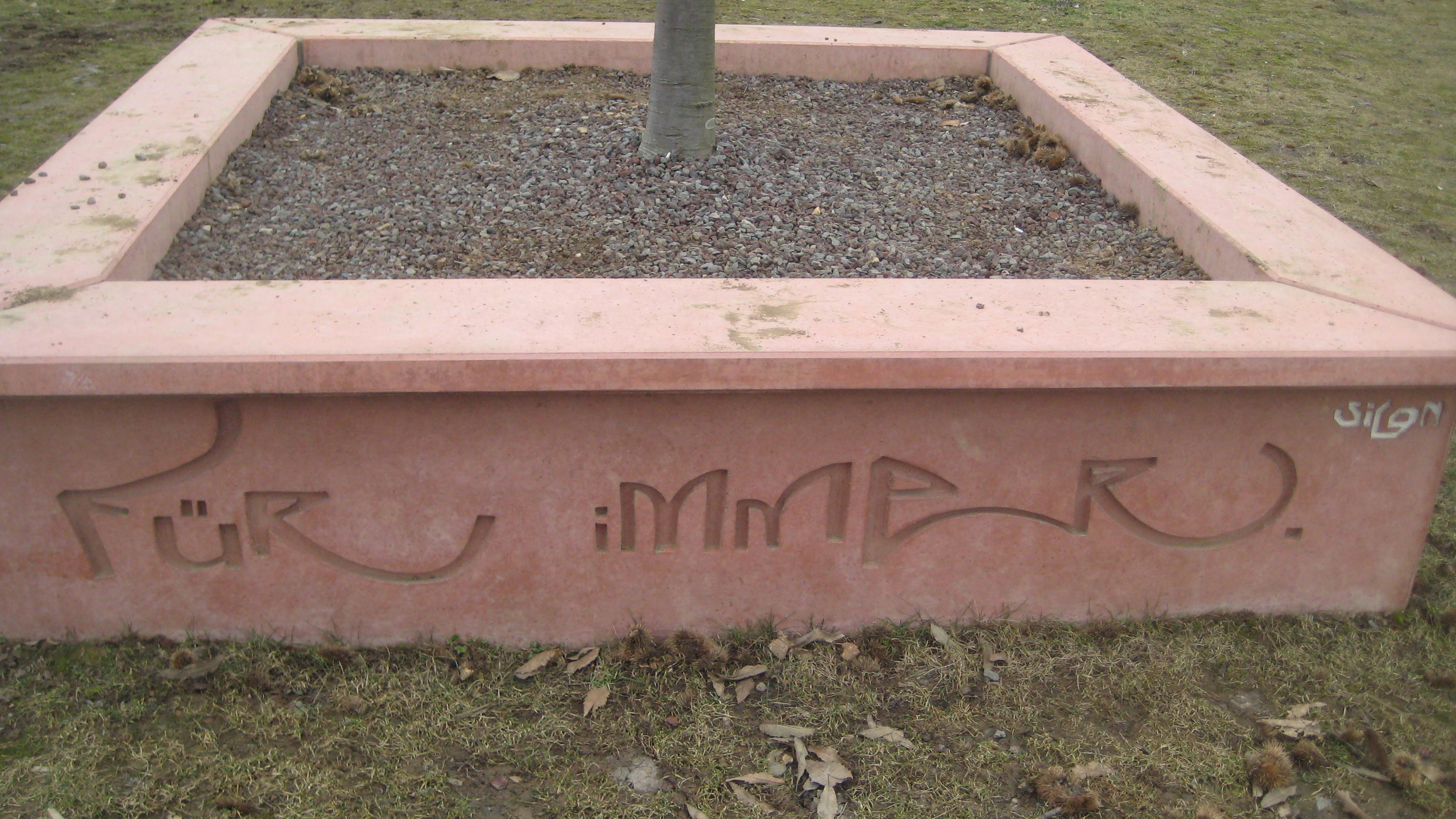
für immer.

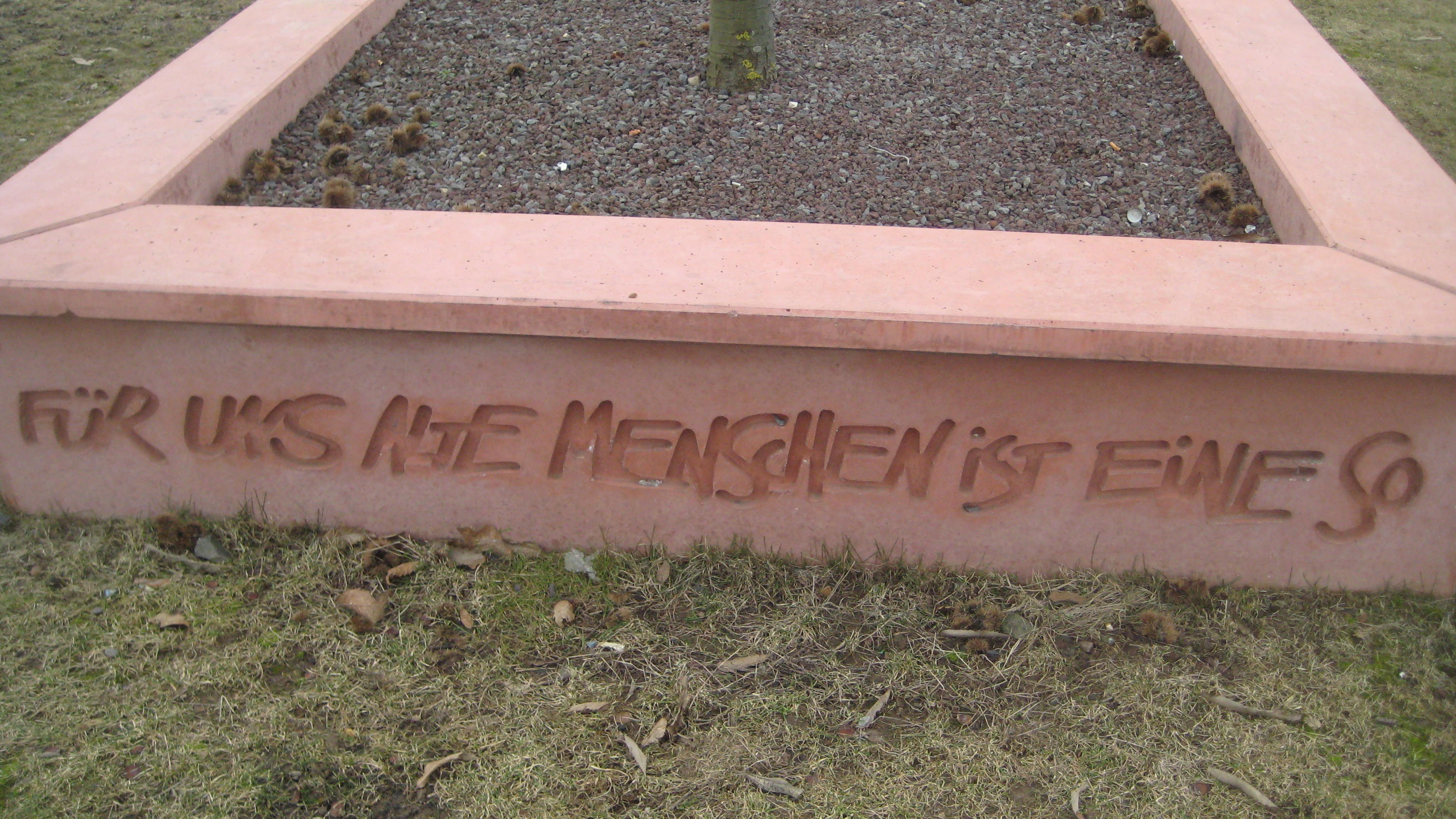
Für uns alte Menschen ist eine so
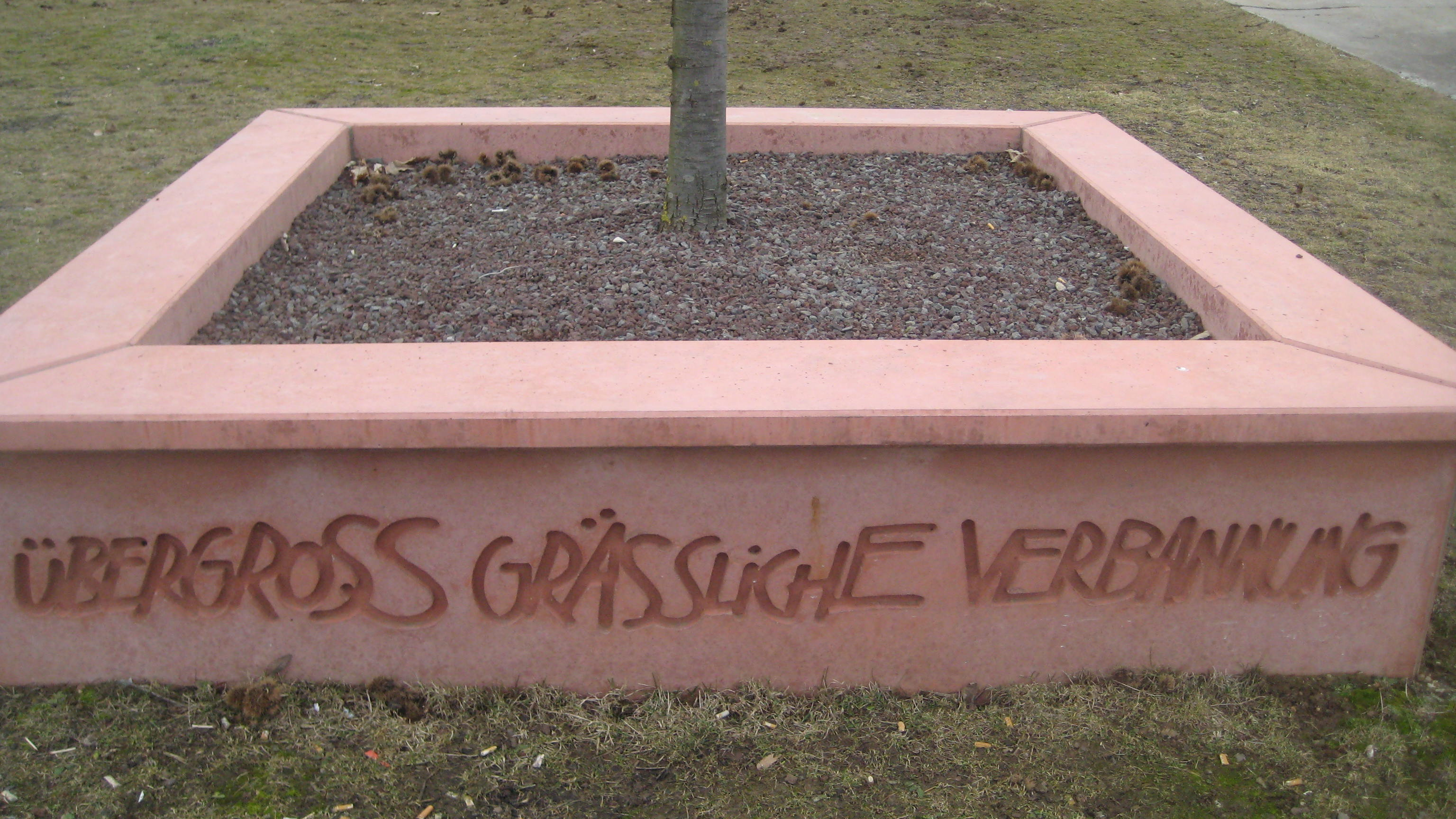
übergross grässliche Verbannung
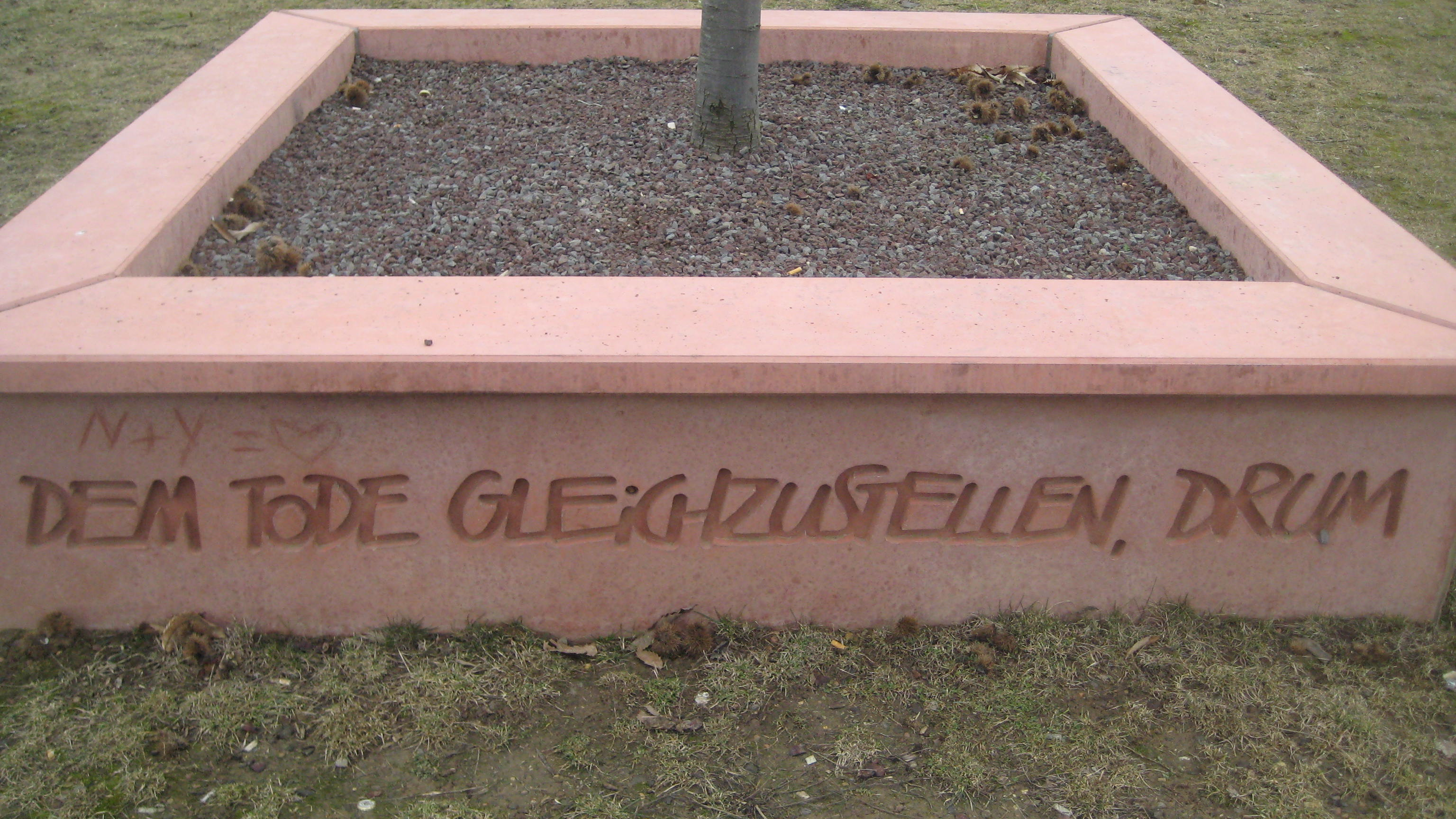
dem Tode gleichzustellen, drum
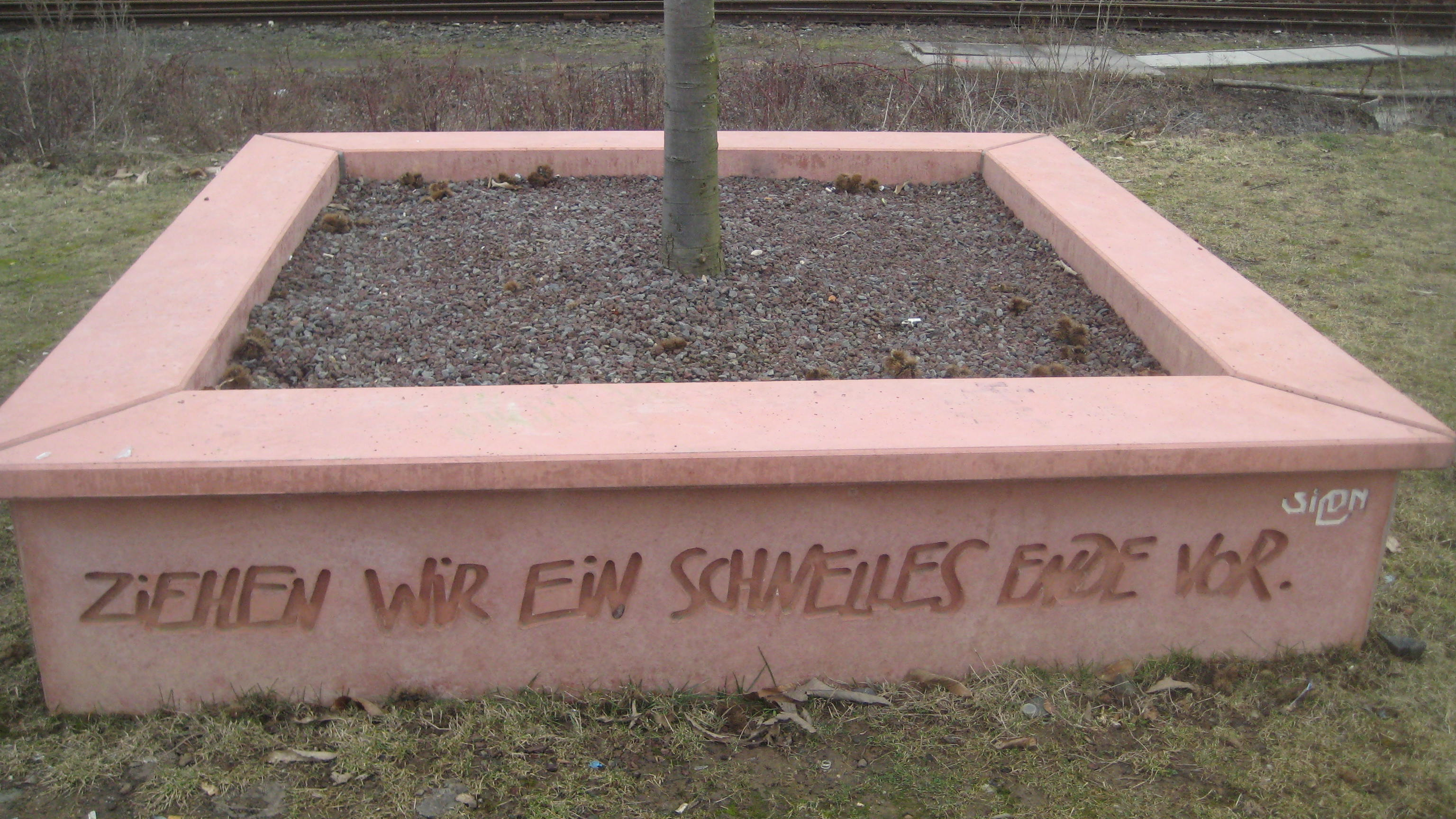
ziehen wir ein schnelles Ende vor.

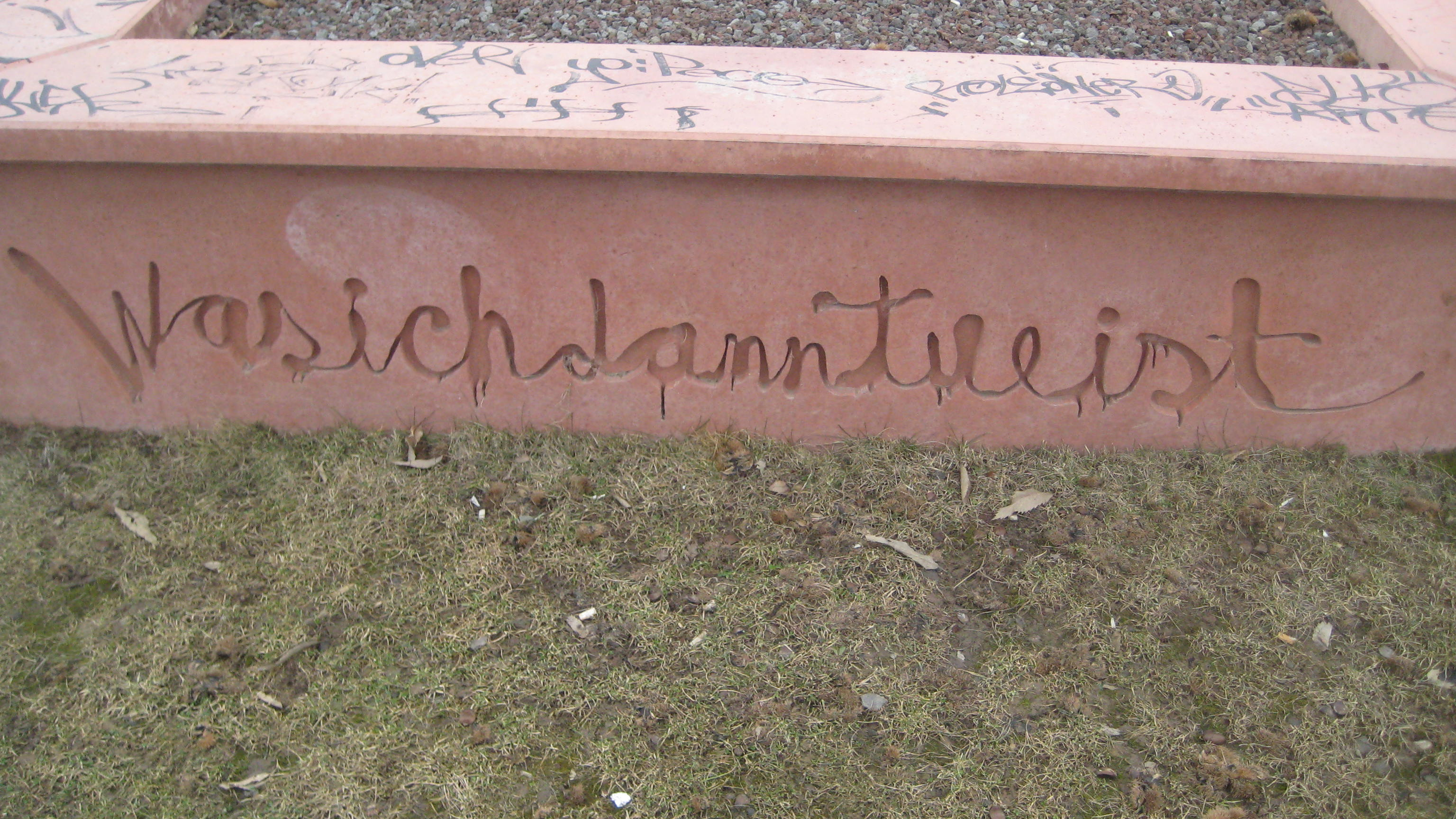
Was ich dann tue
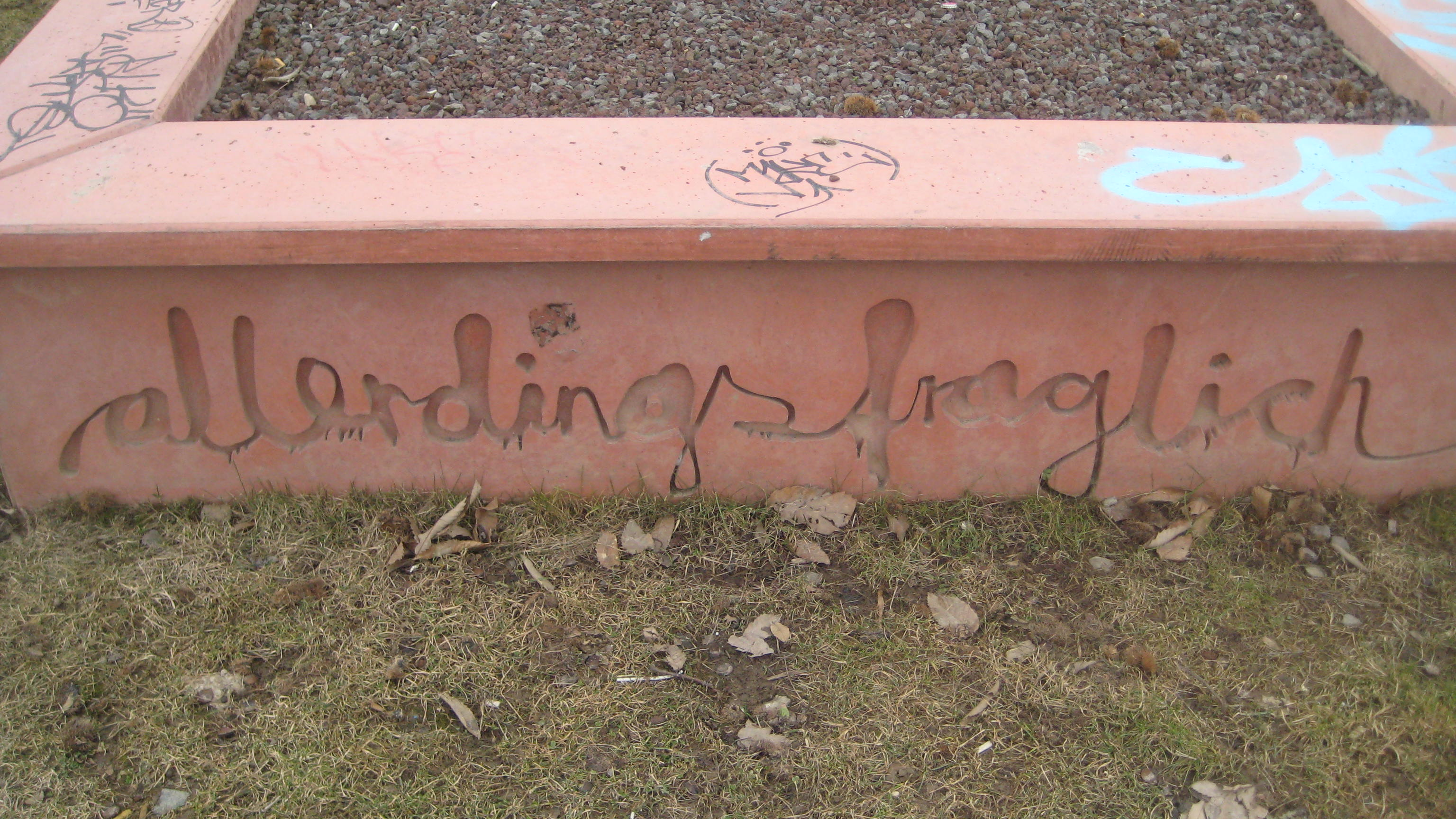
ist allerdings fraglich
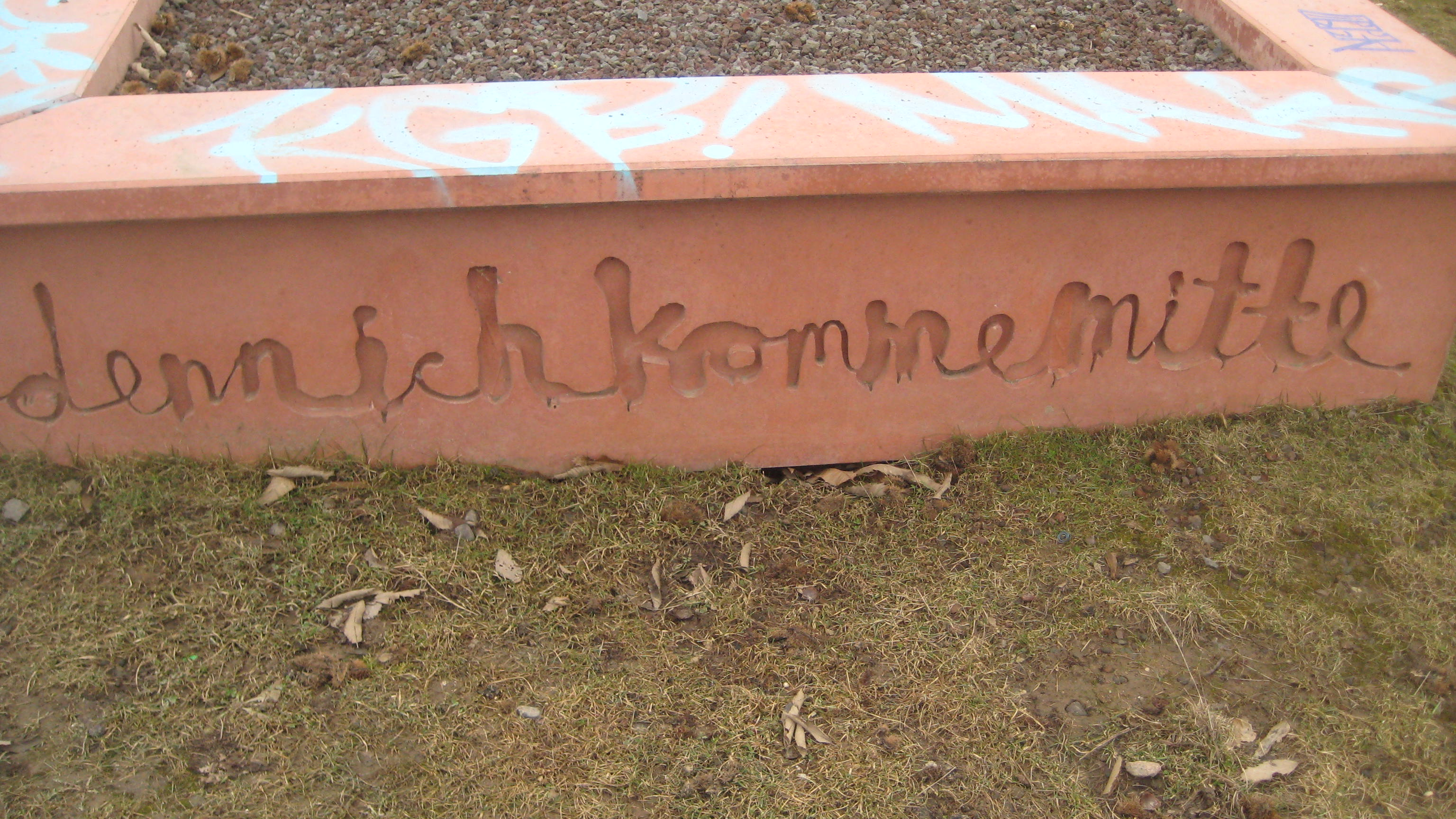
denn ich komme mitte
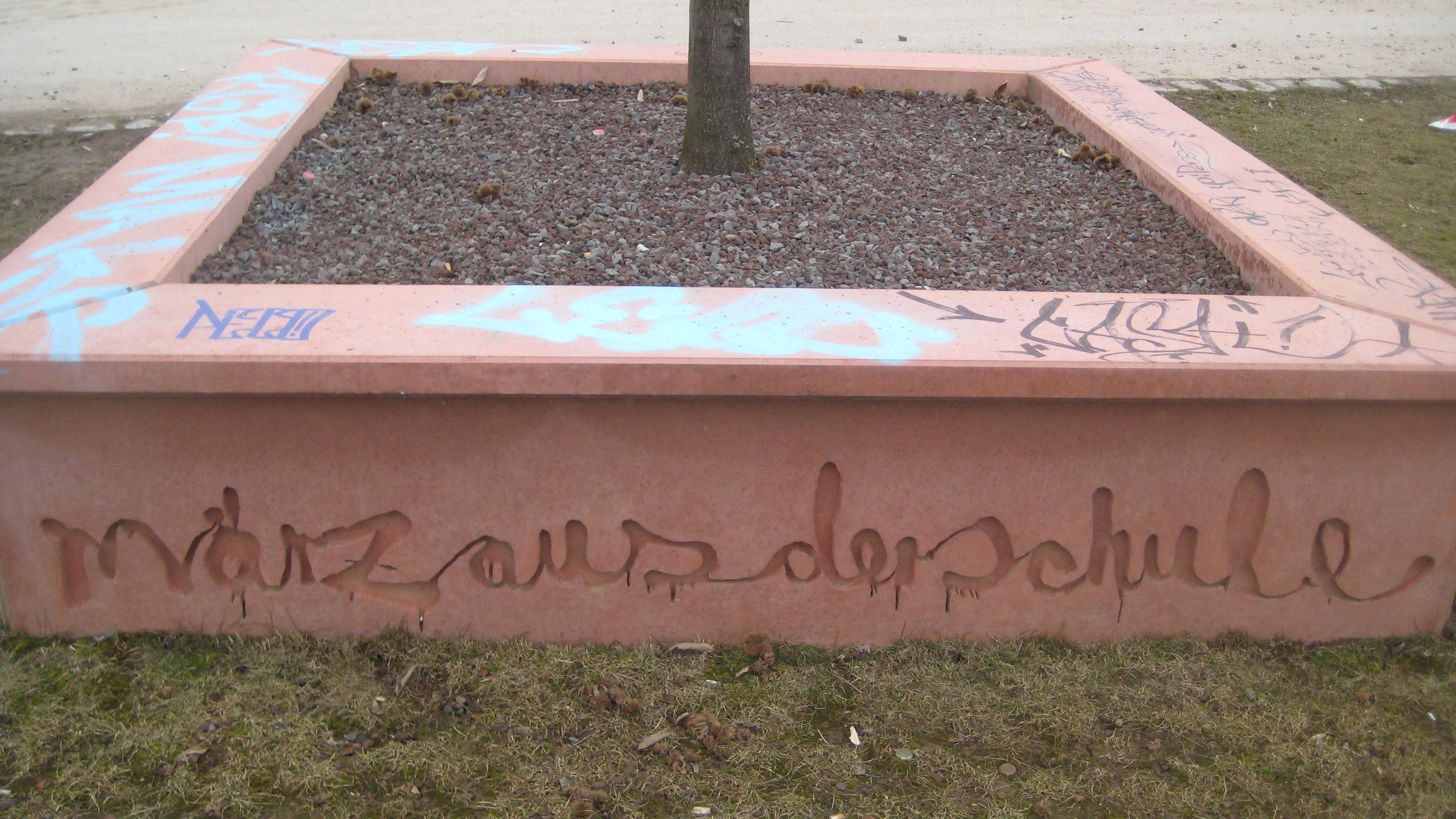
märz aus der schule

Eröffnet wurde der Gedenkort am 28. Mai 2010. Maßgebliche Initiative leistete hieran das Aktive Museum Spiegelgasse in Wiesbaden.